# Initiative d'intégration de l'infrastructure de la région sud-américaine
L'Iniciativa para la Integración  de la Infraestructura Regional Suramericana (IIRSA) est une initiative proposée par la Banque interaméricaine de développement (BID) et la Corporación Andina de Fomento (CAF) au sommet de Brasilia d'août 2000. Depuis sa naissance, le projet IIRSA a eu comme objectif d'intégrer tous les moyens de communication existantes et en projet (routes, aéroports, voies navigables, chemin de fer, liaison à fibre optique, etc.) en Amérique du Sud dans le but de promouvoir le commerce et les échanges et aussi d'offrir toutes les meilleures conditions pour la libre exportation.
Les membres de l'IIRSA sont la Colombie, l'Équateur, le Pérou, la Bolivie, le Brésil, l'Argentine, le Paraguay, l'Uruguay, le Chili, le Venezuela, le Guyana et le Suriname. Le plan comprend en 2011 335 projets d'infrastructure de transport, d'énergie et de télécommunications pour un montant de l'ordre à 37,47 milliards de dollars US, financés par des prêts de la CAF, de la BID et du Fonds financier pour le développement du bassin du Plata (FONPLATA).

## Les dix axes d'intégration
L'IIRSA a identifié dix « axes d'intégration et de développement » dans la région : 
- l'axe andin (Bolivie, Colombie, Équateur, Pérou et Venezuela) ;
- l'axe andin du sud (Chili, Argentine) ;
- l'axe de l'Amazone (Colombie, Équateur, Pérou, Brésil) ;
- l'axe du bouclier guyanais (Venezuela, Brésil, Guyana et Surinam) ;
- l'axe Pérou-Brésil-Bolivie ;
- l'axe interocéanique central (Bolivie, Brésil, Chili, Paraguay et Pérou) ;
- l'axe du Capricorne (Chili, Argentine, Paraguay, Brésil) ;
- l'axe du Sud (Argentine, Chili) ;
- l'axe Mercosud-Chili (Chili, Argentine, Uruguay, Brésil) ;
- l'axe de l'autoroute fluviale Paraguay-Paraná.

## Source
(es + en + pt) Site de l'IIRSA